# Nicolas de Son
Nicolas de Son es un dibujante y grabador francés del siglo XVII originario de Reims. Su obra comenzó en 1625 y realizó muchos dibujos y grabados en los años siguientes. Su vida sigue siendo desconocida, pero sus obras indican que fue alumno o seguidor de Jacques Callot. A veces es conocido como el Maestro Derson o Deson, firmando N. deson Rem fecit.

## Análisis de obra y estilístico.
El Museo de Bellas Artes de Nancy, el Museo Británico y el Rijksmuseum conservan numerosos ejemplos de sus grabados. Nicolás de Son ha grabado temas bíblicos, religiosos, históricos y paisajes de fantasía. También interpretó el grabado de las pinturas de Claude Vignon.

### Temas religiosos
Los grabados de Nicolas de Son sobre temas religiosos se inscriben en un contexto de emulación artística alentado por el desarrollo del grabado.

En su Huida a Egipto, por ejemplo, Nicolas de Son conjuga la representación de temas bíblicos con su predilección por la invención de paisajes pintorescos. Invoca en efecto el modelo establecido por Aníbal Carracci de la huida a Egipto de la Sagrada Familia en un amplio paisaje de Cádiz. El pintor italiano fija de hecho una composición que hará escuela, como paisaje italianizante, aunque se inscribe en la continuidad de los primitivos flamencos como Pieter Brueghel el Viejo. En el siglo XVII, la huida a Egipto es un motivo pictórico de moda y a menudo ilustrado por el grabado, como lo demuestra el grabado sobre el mismo tema del Lorena, contemporáneo de Nicolas de Son. En ambos casos, la huida a Egipto se convierte en un pretexto para la representación de un paisaje pintoresco e imaginario, donde la Sagrada Familia aparece como un detalle anecdótico. El tratamiento con grabado al aguafuerte permite juegos de contraste entre blanco y negro que crean una ilusión de profundidad gracias a la perspectiva atmosférica y efectos de textura entre el follaje de los árboles, los elementos minerales (roca o edificios) y el cielo.

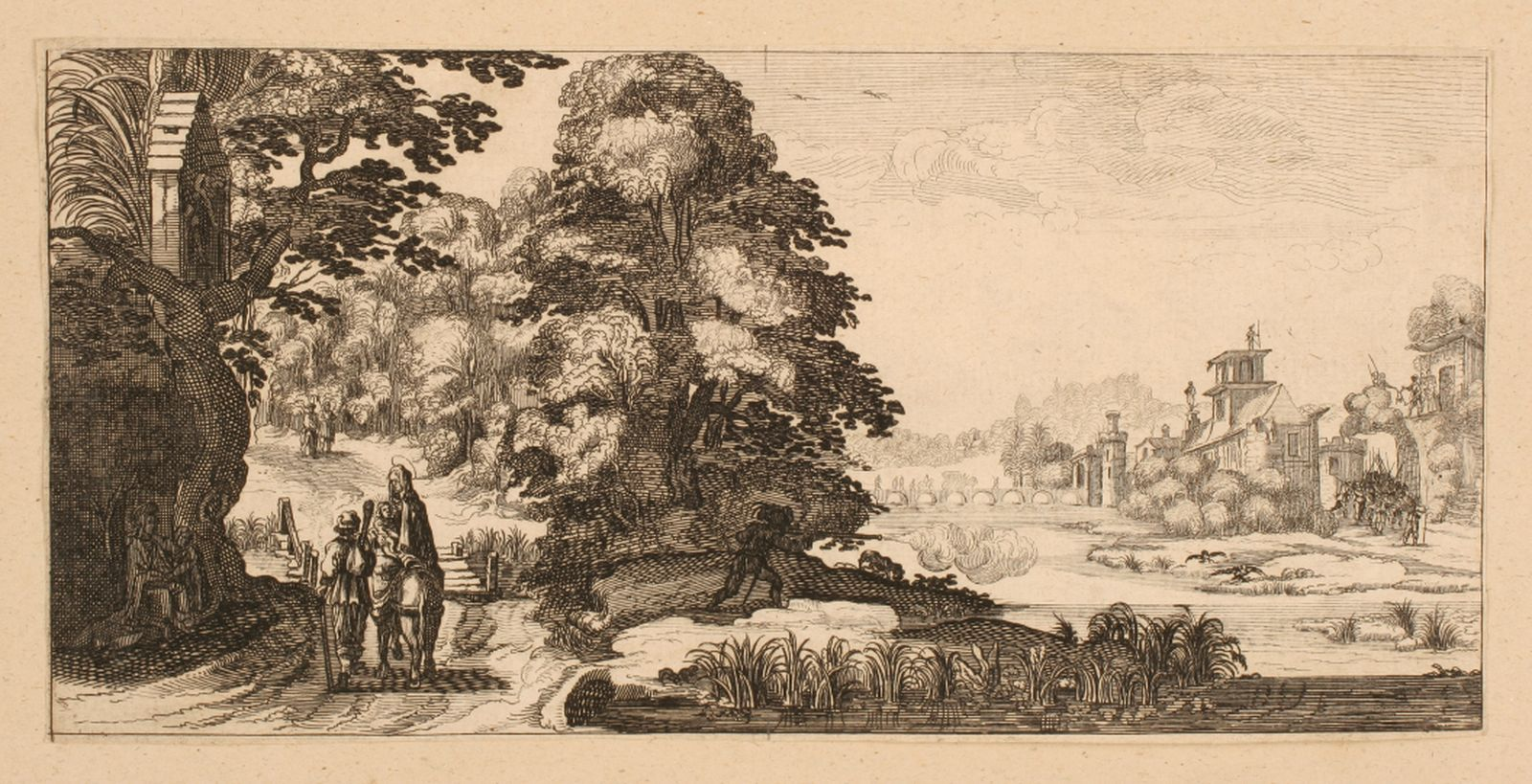
Paisaje con la casa en Egipto., de Nicolas de Son, 1625-1637, regado y grabado en buril, 1/1,Museo de Bellas Artes de Nancy, inv. TH.99.15.1138
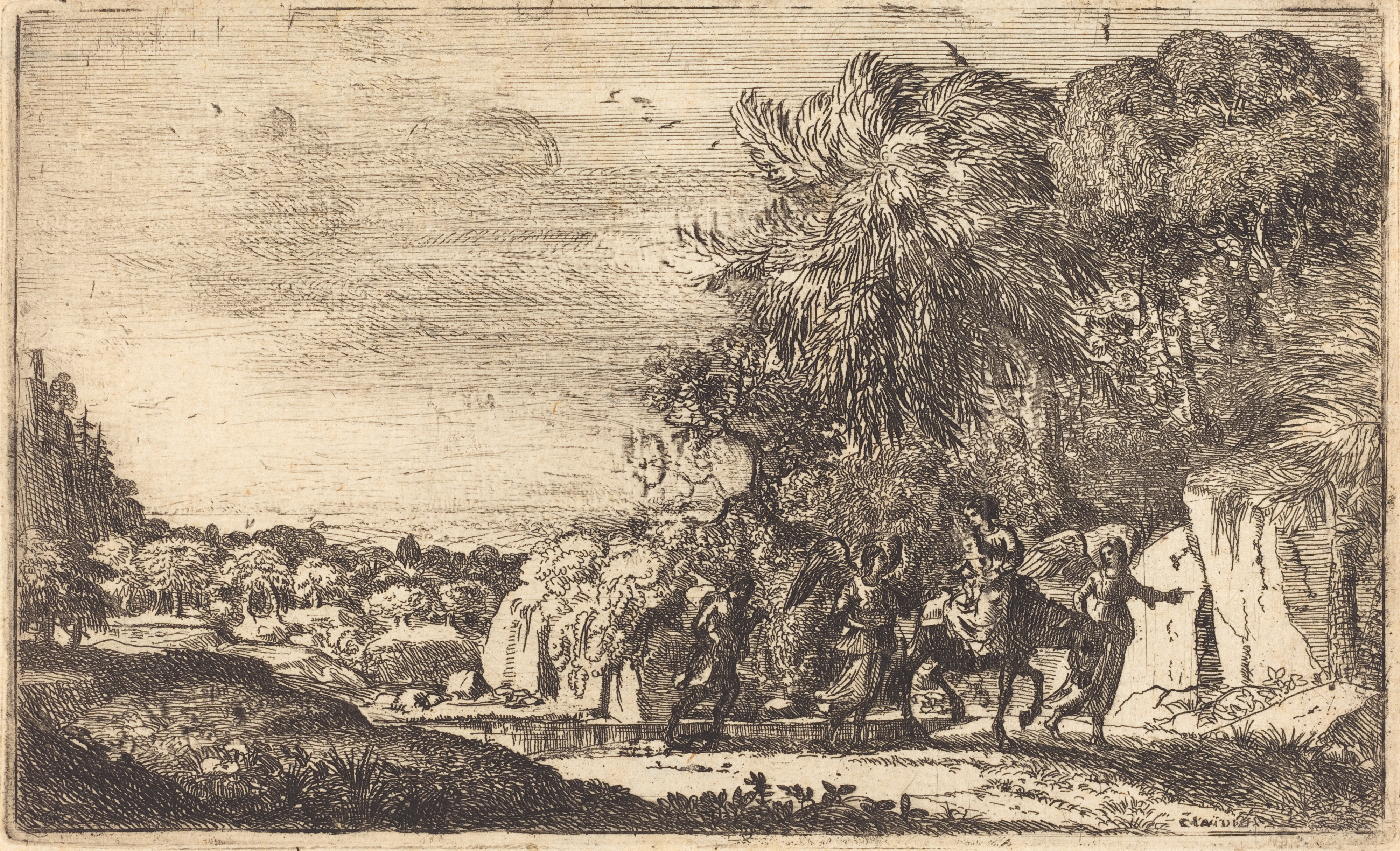
Los Huida en Egipto,Claude Gellée conocido como Le Lorrain, aguafuerte, c. 1630-1633, NGA 52910

De la misma manera, su Suzanne y los ancianos entra en emulación con las numerosas representaciones de este tema veterotestamentario desarrollado en el siglo XVI y plebiscito por los pintores y grabadores de toda la Europa del siglo XVII. Aunque se inscribe en la tradición iconográfica de este motivo pictórico, Nicolás de Son innova con la invención de un marco arquitectónico italianizante que invoca más bien las representaciones de Betsabé en el baño de las escuelas de pintura flamenca y germánica del siglo XVI e italiana del siglo XVII.

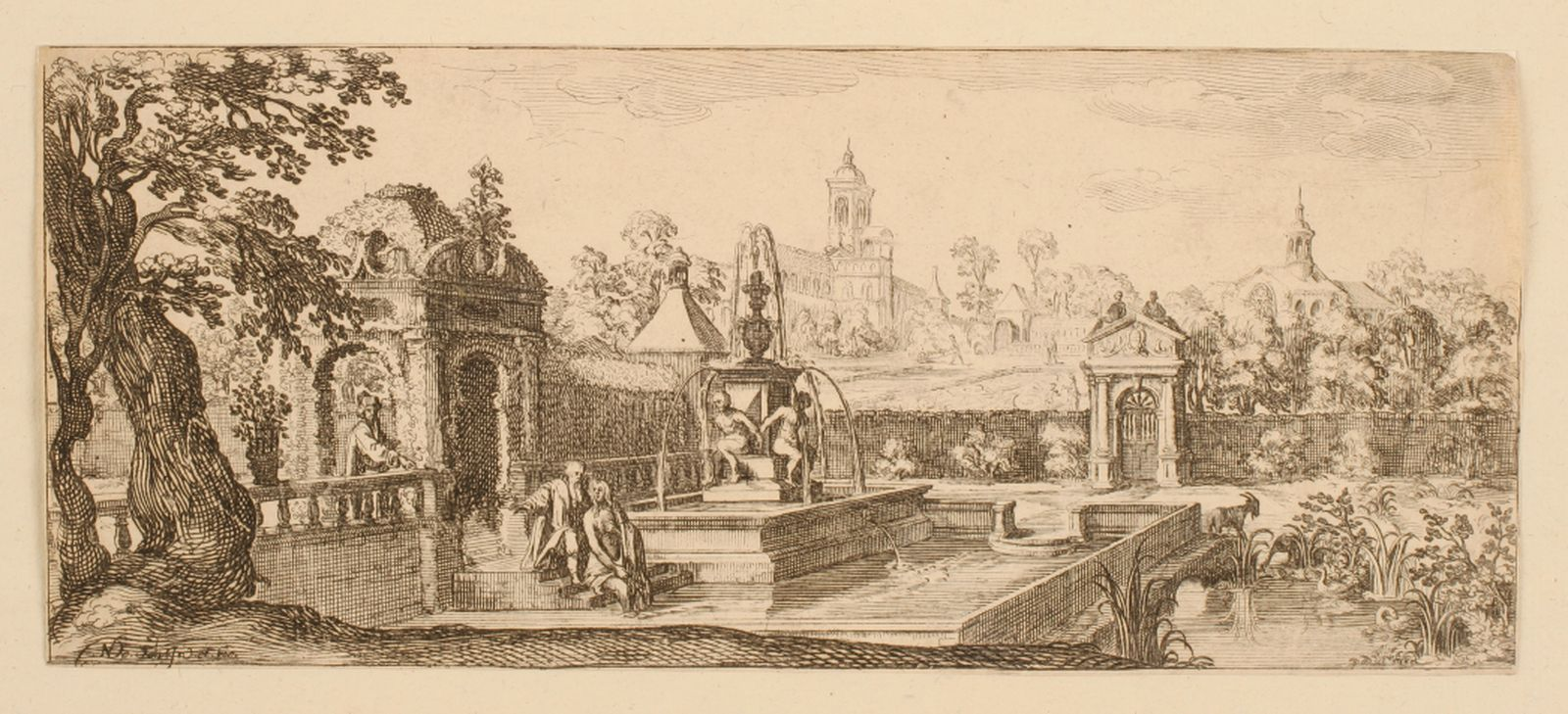
suzanne y los viejos, Nicolás de Son, 1625-1637, aguafuerte,Museo de Bellas Artes de Nancy, inv. TH.99.15.1136

A la luz de las anteriores ilustraciones de temas bíblicos, parecería también que, en su representación de San Francisco de Asís adorando a la Virgen y al Niño, Nicolás de Son realiza una síntesis estilística entre las escuelas del norte y las italianas. Su composición recuerda las de las santas conversaciones de los pintores venecianos del siglo XVI, así como el fondo evoca los paisajes pintados por los primitivos flamencos.

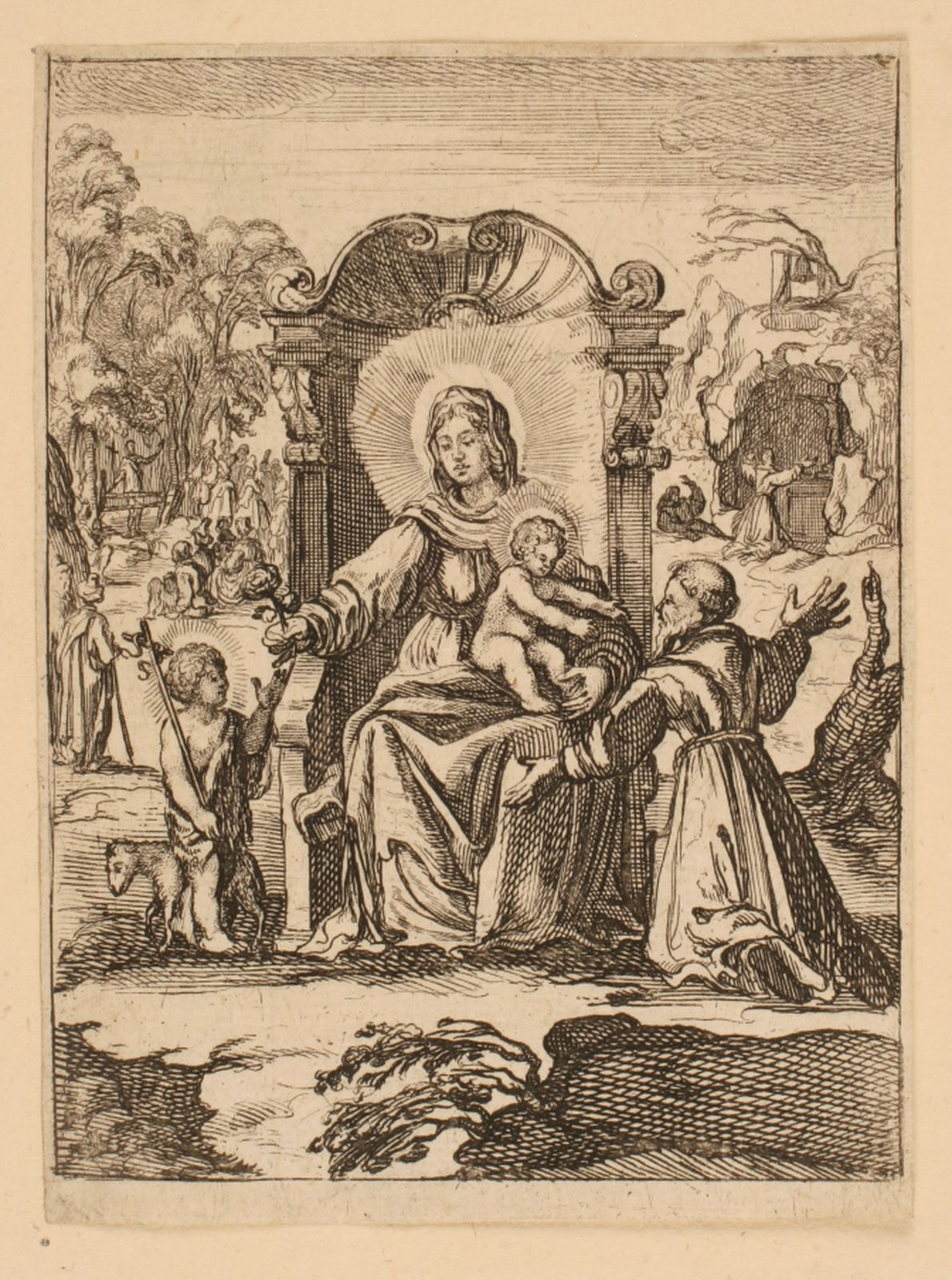
San Francisco de Asís adorando a la Virgen y al Niño, Nicolás de Son, 1625-1637, aguafuerte,Museo de Bellas Artes de Nancy, inv. TH.99.15.1135

### Diversos paisajes y caprichos arquitectónicos.
Las estampas de Nicolas de Son que representan paisajes pintorescos se inscriben en la vena naturalista o realista de la obra de Jacques Callot mientras que sus vistas urbanas italianizantes desarrollan el motivo de los caprichos arquitectónicos que florecerá en el siglo XVIII siglo. En ambos casos, es el género del paisaje de fantasía que caracteriza tanto a las escenas rurales como a las pintorescas y cómicas vistas arquitectónicas animadas de personajes diversos. Estos dos elementos permiten distinguir dos períodos en la obra de Nicolas de Son: primero la influencia de Jacques Callot y el  grabado francés del siglo XVII y después la producción romana.

#### Paisajes pintorescos al estilo de Jacques Callot
Grabados de una serie de 12 planchas inventadas y grabadas por Nicolas de Son: 

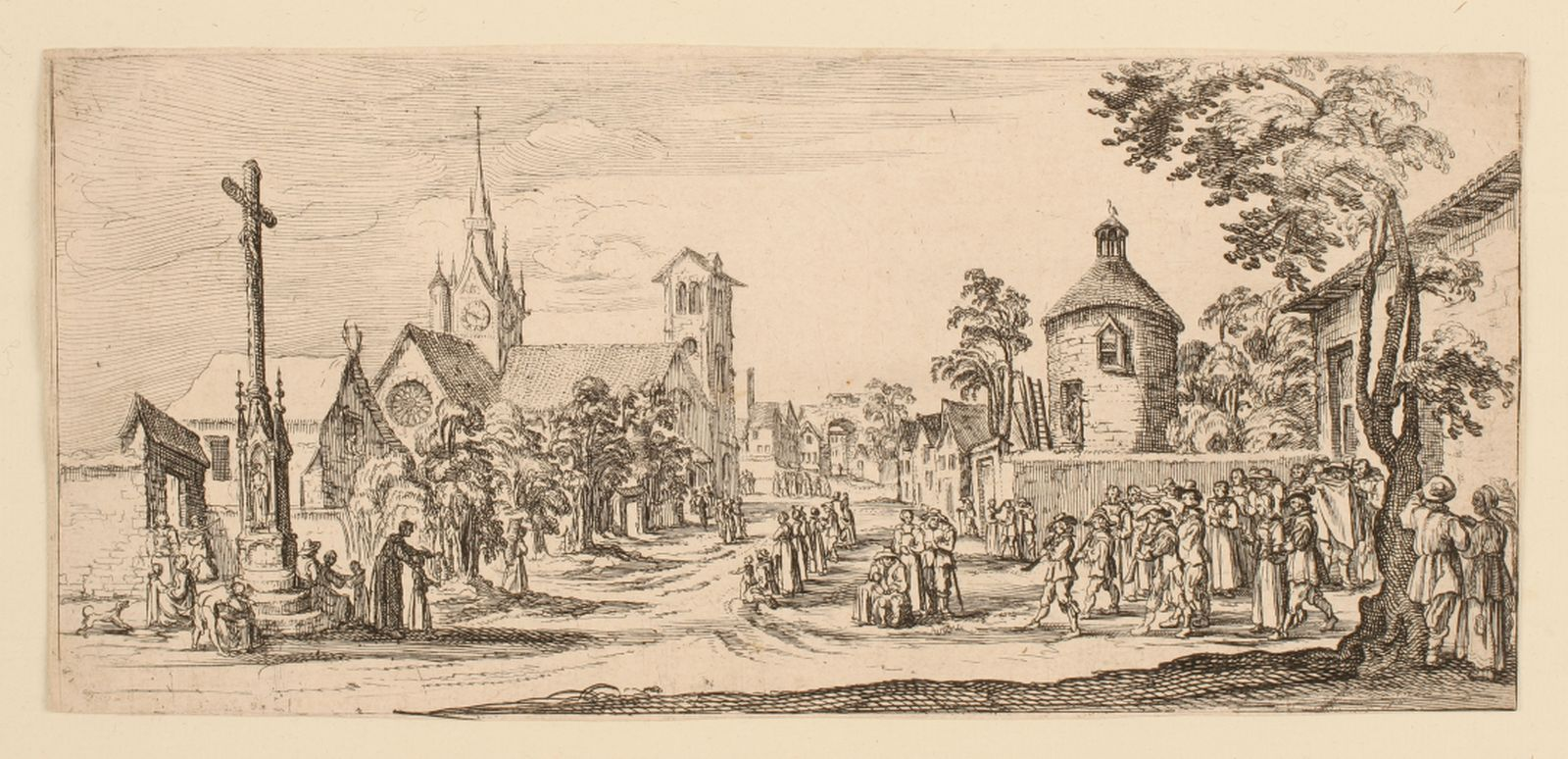
Palomar en la espalda, Nicolás de Son, 1625-1637, aguafuerte,Museo de Bellas Artes de Nancy, Inv. TH.99.15.1141
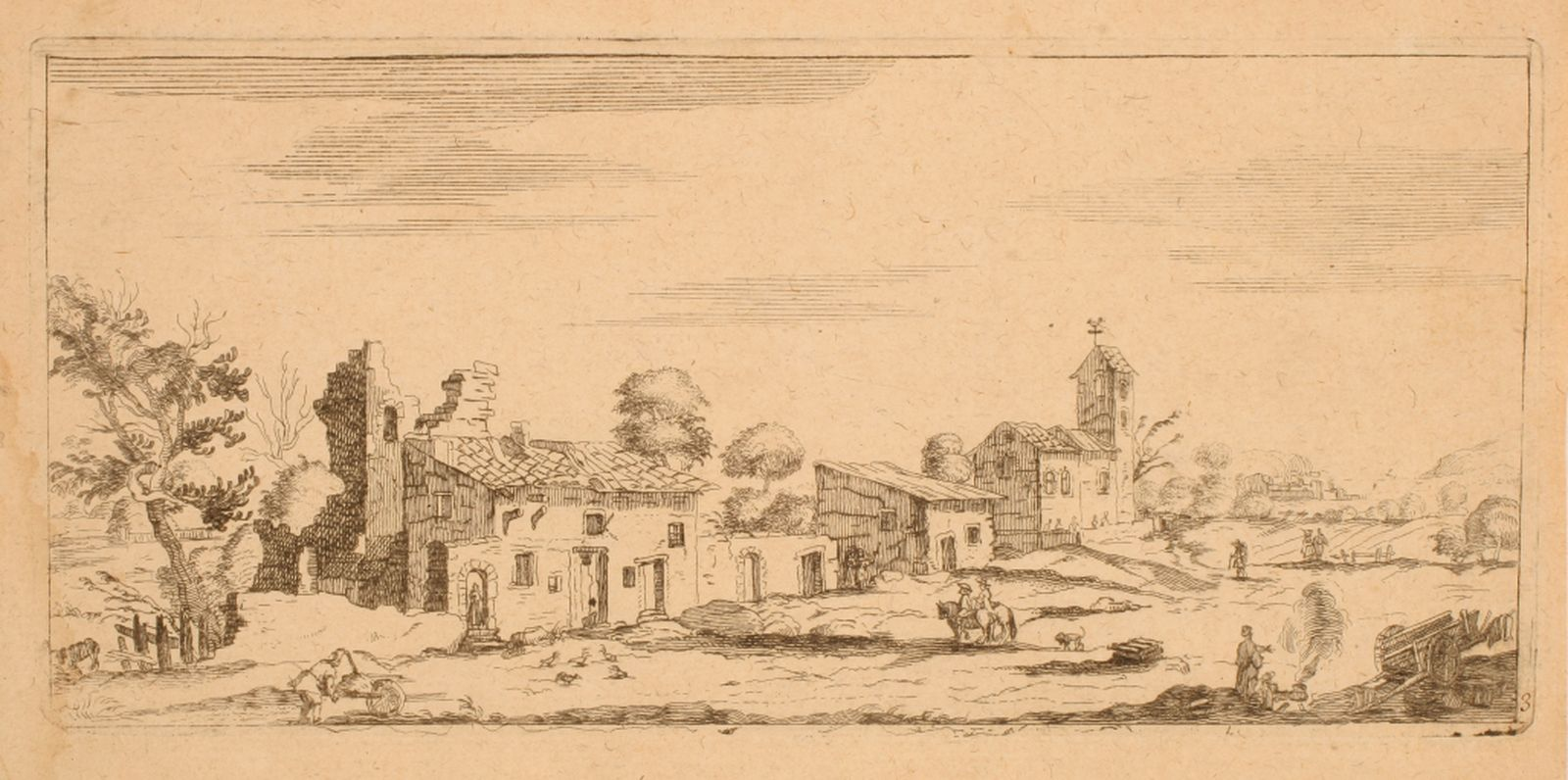
Casas cercanas a la iglesia, Nicolás de Son, 1625-1637, aguafuerte,Museo de Bellas Artes de Nancy, Inv. TH.99.15.1142
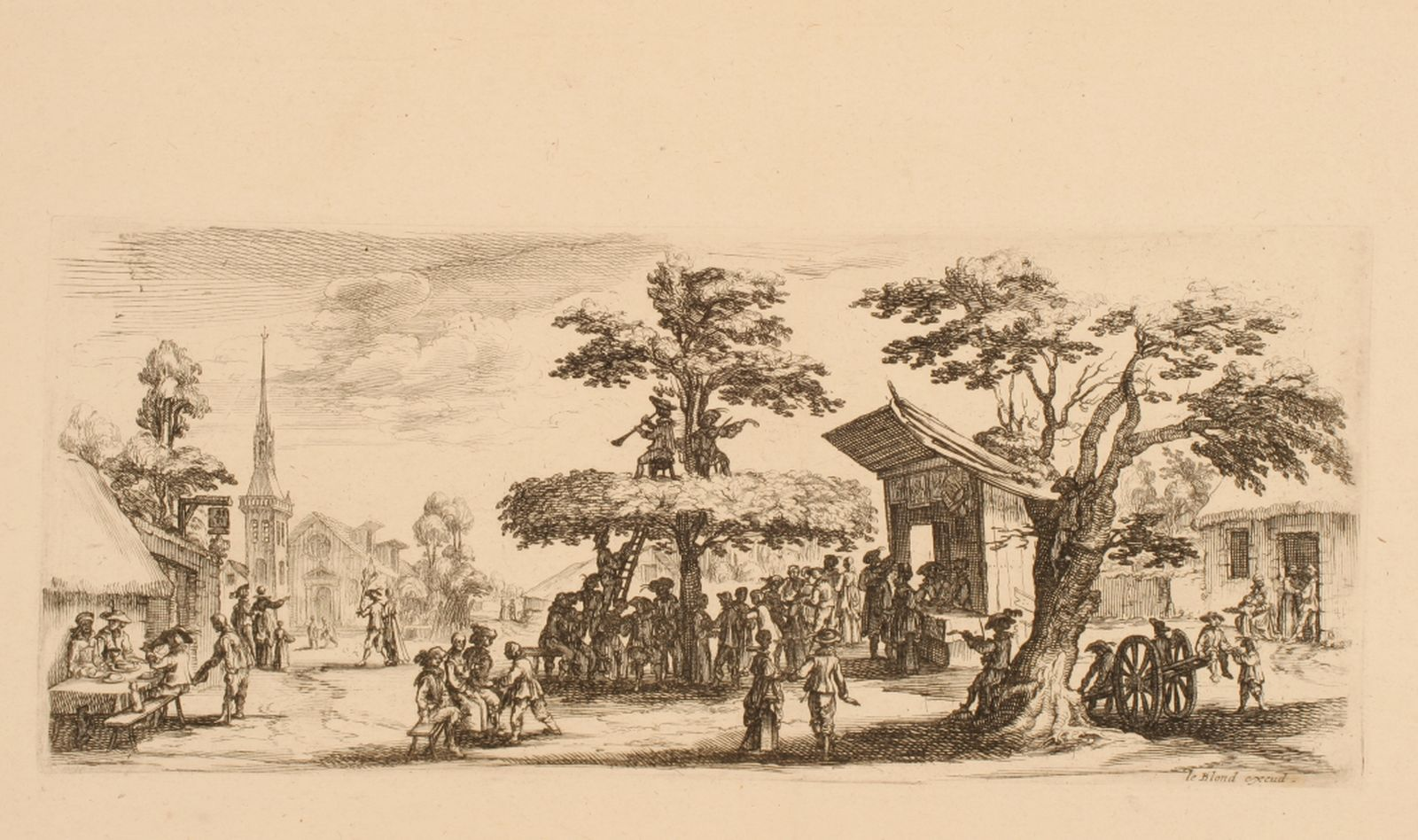
baile en el pueblo, Nicolás de Son, 1625-1637, aguafuerte,Museo de Bellas Artes de Nancy, Inv. TH.99.15.1143
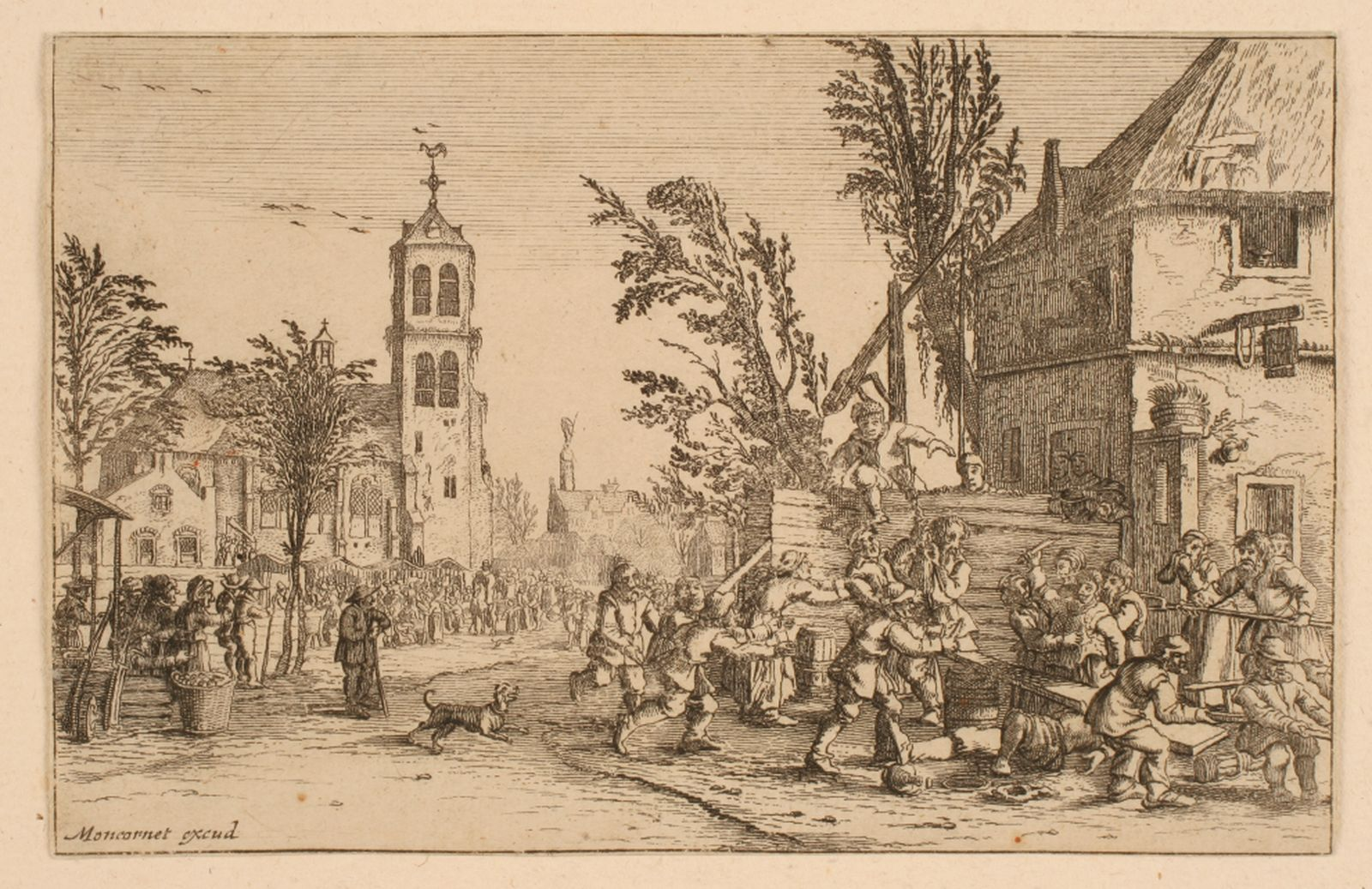
La piel del día del mercado., Nicolás de Son, 1625-1637, aguafuerte,Museo de Bellas Artes de Nancy, inv. TH.99.15.1144

#### paisajes italianos

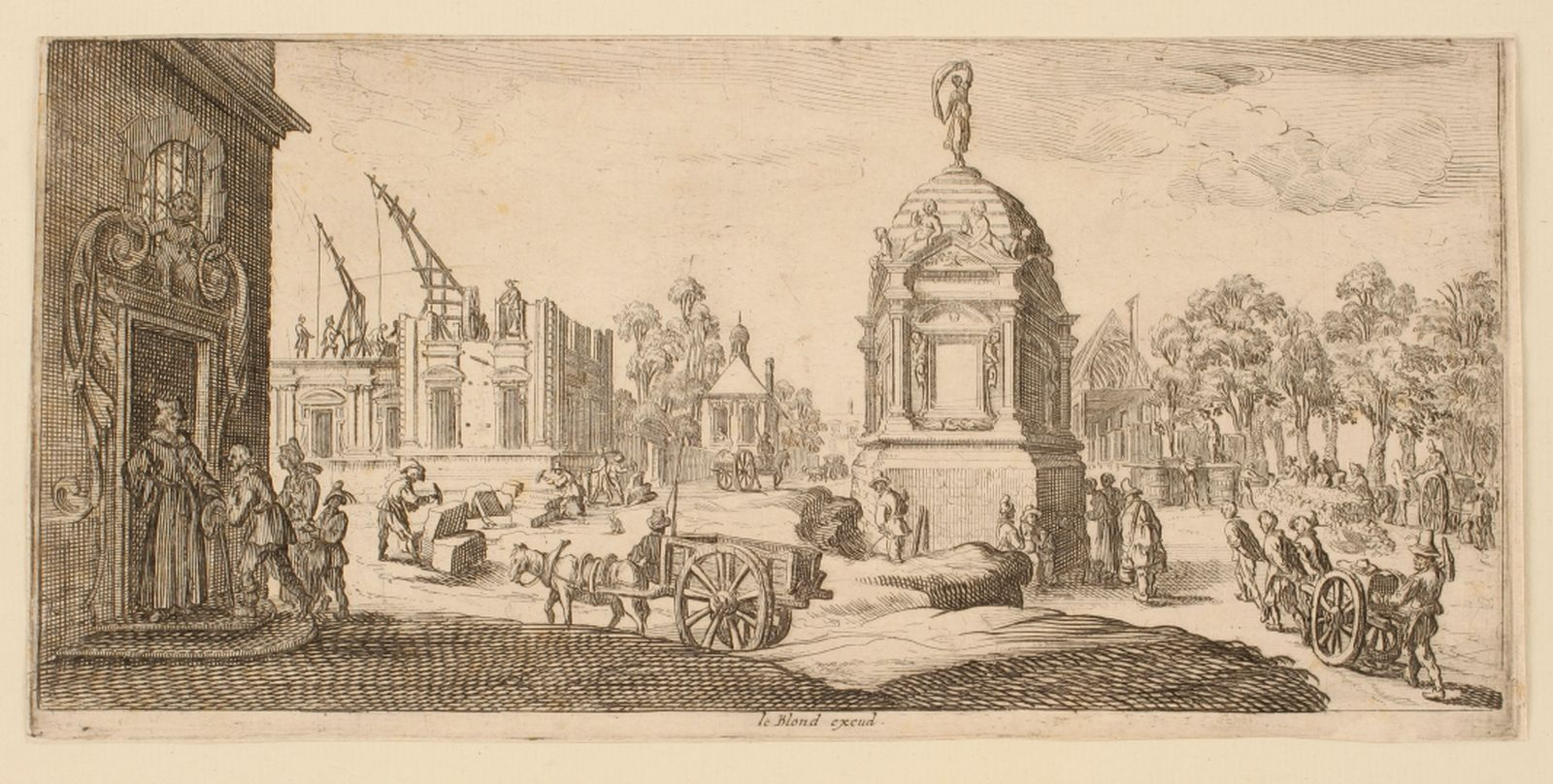
Sitio de construcción urbana, por Nicolas de Son, 1625-1637, acuarela y buril, 1/1,Museo de Bellas Artes de Nancy, inv. TH.99.15.1140
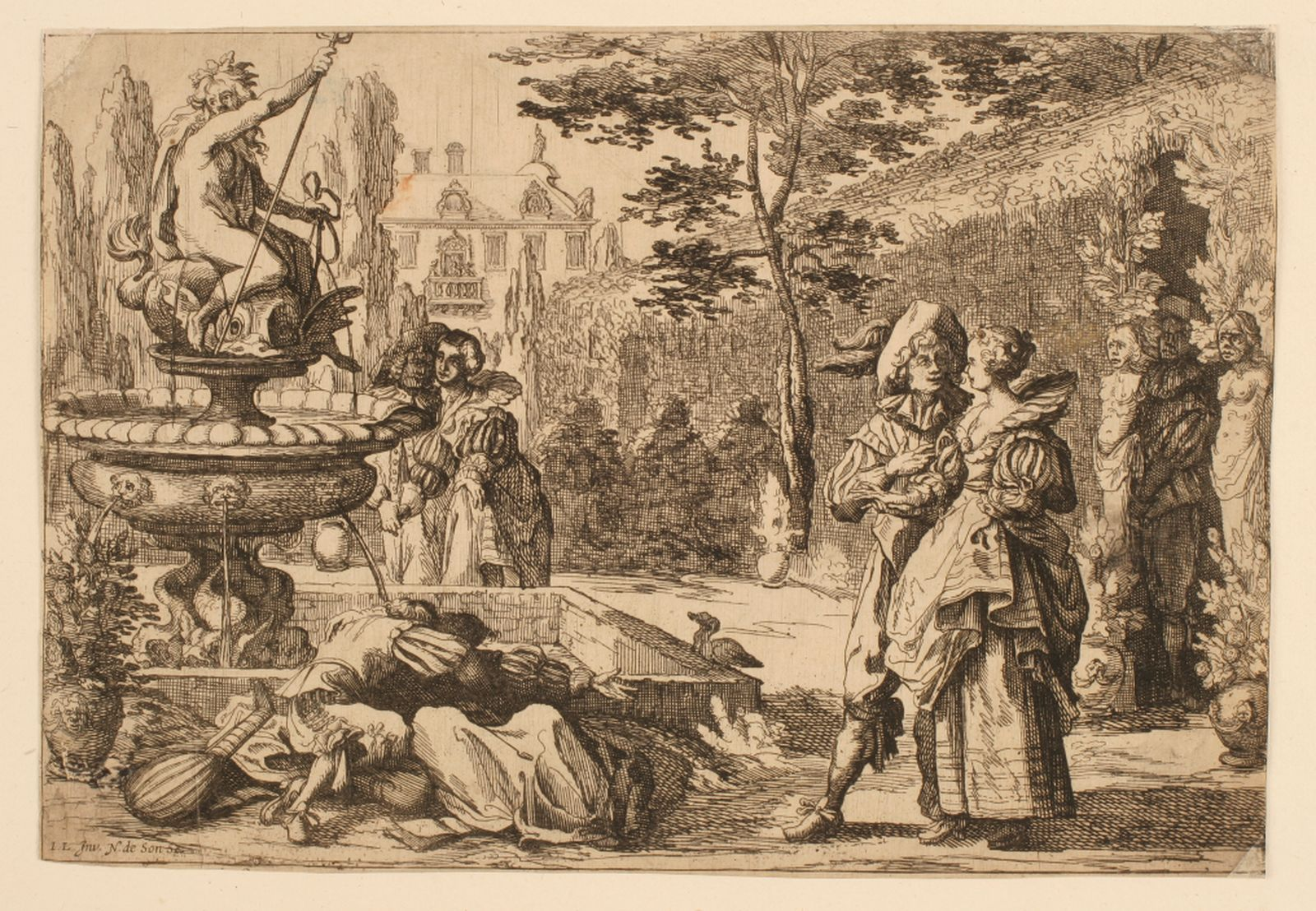
El jardín galante,siguientejohann liss, Nicolás de Son, antes de 1632, regado realzado a buril, 18,2 x 26,4 cm,Museo de Bellas Artes de Nancy, inv. TH.99.15.1145

### Grabados interpretativos
Nicolas de Son también produjo grabados a partir de pinturas pintadas por Johann Liss y Claude Vignon. Por ejemplo, Nicolas de Son realizó una interpretación grabada del cuadro de Claude Vignon que representa la escena bíblica de Esther recibida por Assuérus.

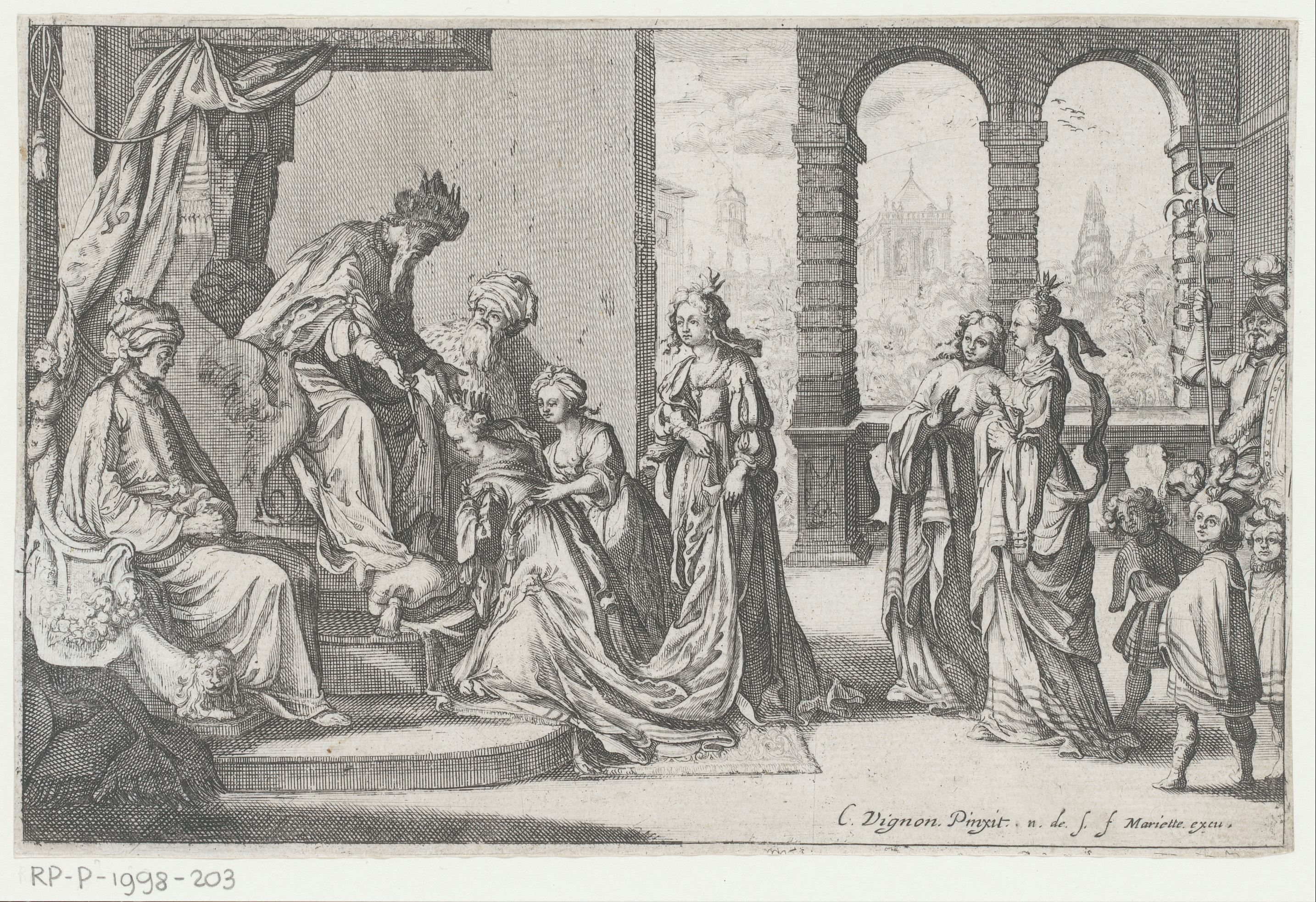
Éster recibido por Asuero, despuésClaude Vignon, Nicolás de Son, 1625-1650, aguafuerte y buril,Museo Rijksmuseum, inv. RP-P-1998-203
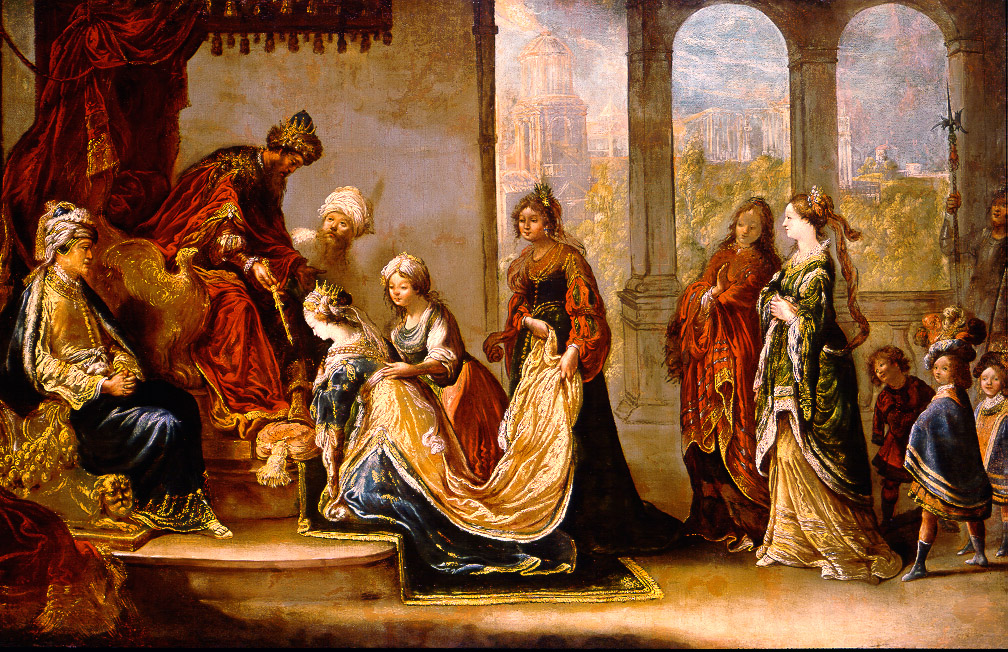
Éster recibido por Asuero,Claude Vignon, alrededor de 1624, óleo sobre lienzo, Museo y Galería de la Universidad Bob Jones

## Notas y referencias

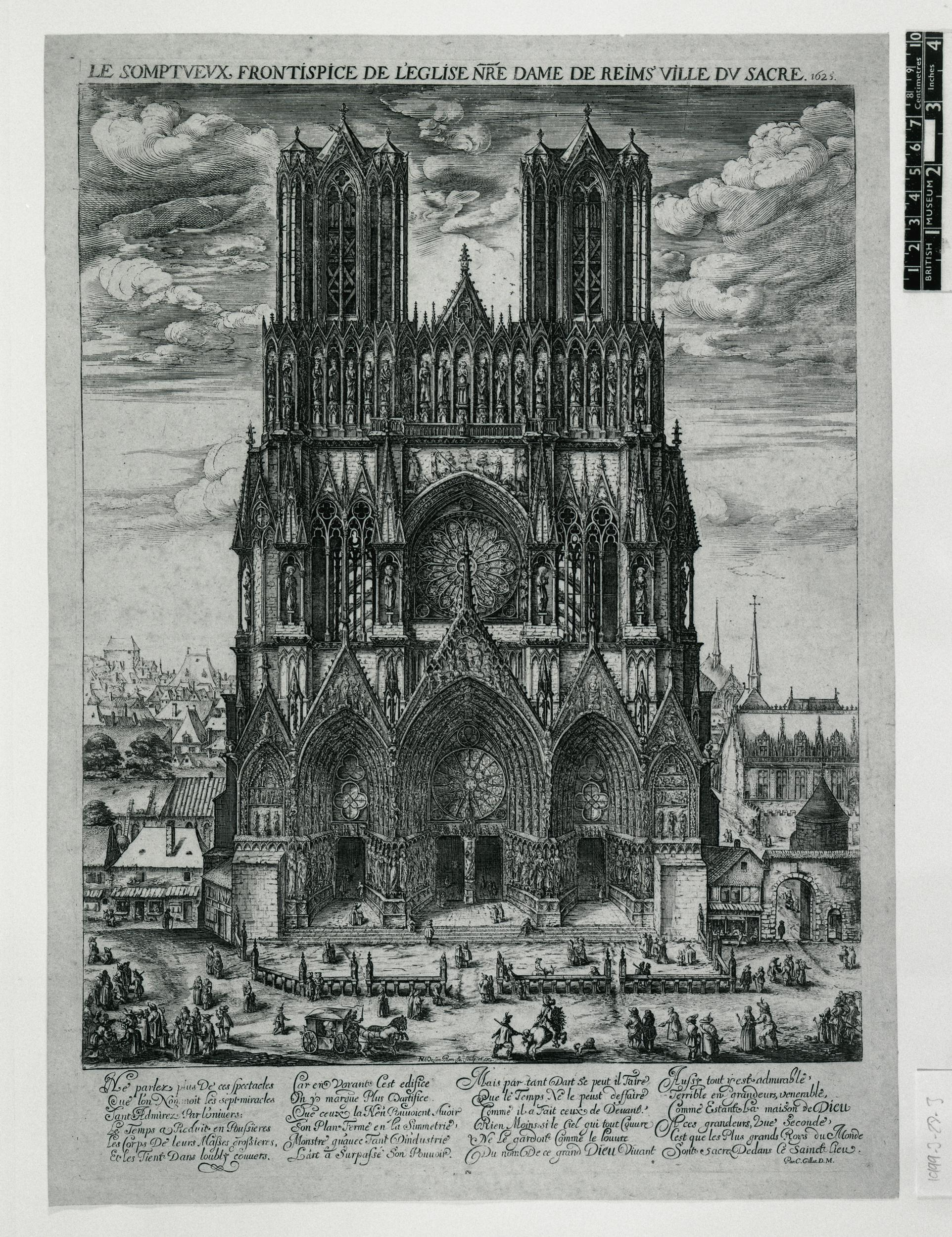
El suntuoso frontispicio de la iglesia de Notre Dame de Reims, Nicolas de Son, 1625, grabado, Museo Británico, inv. 1999.0328.3

## Apéndices

### Artículos relacionados
- Grabado francés en el siglo XVII.
- Grabado
- Jacques Callot
- Lista cronológica de grabadores franceses

### enlaces externos
- Multimedia en Commons.

- Datos: Q107140595
- Multimedia: Nicolas de Son / Q107140595